# جيوفري ثورن
جيوفري ثورن (بالإنجليزية: Geoffrey Thorne)‏ (20 يناير 1970)؛ روائي أمريكي.

## روابط خارجية
- جيوفري ثورن على موقع IMDb (الإنجليزية)
- جيوفري ثورن على موقع إن إن دي بي (الإنجليزية)
- جيوفري ثورن على موقع قاعدة بيانات الفيلم (الإنجليزية)